# مونولینک
استفن لینک (به انگلیسی: Steffen Linck) با نام هنری مونولینک (به انگلیسی: Monolink) شناخته می شود، خواننده، ترانه‌سرا و تهیه‌کننده موسیقی رقص الکترونیکی آلمانی است. حیطه فعالیت او در ژانرهای تکنو، موسیقی الکترونیک، هاوس و امبینت می‌باشد.